# Анконская республика
Анконская республика (итал. Repubblica di Ancona) — средневековое государство, существовавшее на территории современной Италии в XII-XVI веках.
Анкона была городом-государством с республиканской формой правления. Ею управляло олигархическое правительство, состоящее из шести Сеньоров (старейшин), избираемых тремя терциями (третями), на которые делился город: Сан-Пьетро, Порто и Каподимонте.
Благодаря налаженным торговым связям с Константинополем, через Анкону шла торговля купцов из Лукки и Флоренции, поэтому она была торговым конкурентом Венеции. Анконскими юристами были разработаны фундаментальные морские кодексы «Statuti del mare e del Terzenale» и «Statuti della Dogana».
Мощь республики была такова, что в 1137 году она смогла защититься от армии императора Лотаря II, а в 1167 году — от армии другого императора Священной Римской империи — Фридриха Барбароссы. Однако в 1173 году Фридрих Барбаросса отправил к Анконе армию под руководством Майнцского архиепископа Кристиана I. Империя рассчитывала на успех из-за союза с Венецией: армия обложила город с суши, а венецианский флот блокировал его с моря. Осада была долгой и упорной, но город выстоял. В 1174 году имперская армия отступила от анконских стен.
В 1348 году Анкону захватил кондотьер Галеотто Малатеста (1299—1385). В 1383 году он был изгнан из города.
С самого начала своего существования Анконская республика поддерживала тесные связи с расположенной на противоположной стороне Адриатики Дубровницкой республикой. Взаимопомощь и взаимовыручка позволила этим двум государствам вместе успешно соперничать с Венецией, пока обе республики не были завоёваны внешними врагами. В XV—XVI веках Анкона и её окрестности сделались прибежищем для жителей Хорватии, Герцеговины, Боснии и Боки Которской, уходивших из родных земель от османского завоевания. В городе было официально зарегистрировано Хорватское Братство (Hrvatska Bratovština, Universitas Sclavorum). Здесь творили хорватские архитекторы Юрай Матеев Далматинец (Juraj Matejev Dalmatinac) и Иван Дукнович (Ivan Duknović).
В XVI веке архитектор Антонио да Сангалло возвёл на холме Астаньо Анконскую цитадель («Читаделла») с пятью бастионами — одно из старейших европейских бастионных укреплений.
Ввиду угрозы турецкого вторжения 19 сентября 1532 года город был оккупирован папскими войсками и включён в состав Папского государства. Анконская республика прекратила своё существование.